# GIRD

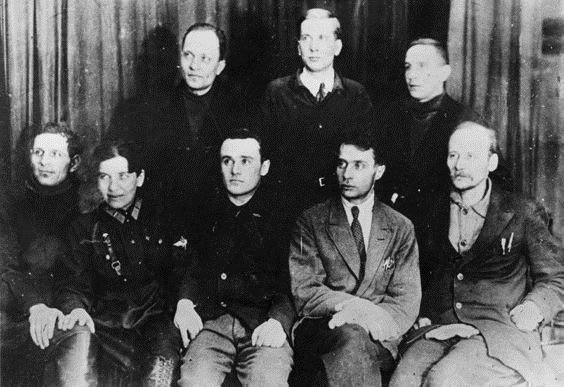
Członkowie GIRD

GIRD (ros. ГИРД – Группа Изучения Реактивного Движения, Gruppa Izuczienija Rieaktiwnogo Dwiżenija, Grupa Badania Ruchu Odrzutowego) – radziecka grupa badawcza zajmująca się budową pierwszych radzieckich silników odrzutowych i rakietowych, a także rakiet (GIRD-X). 

## Historia
W roku 1931 zostało założone Stowarzyszenie Naukowo-Badawcze i Techniczne, którego pierwsze oddziały mieściły się w Moskwie (MosGIRD) oraz Leningradzie (LenGIRD). W roku 1932 w Moskwie powołano do życia Zespół Badań Ruchu Odrzutowego. Z końcem 1933 utworzono Instytut Naukowo-Badawczy Napędu Odrzutowego z połączenia GIRD z Laboratorium Gazodynamicznym.